# Aeropuerto Internacional de Kota Kinabalu
El Aeropuerto Internacional de Kota Kinabalu es un aeropuerto Internacional que sirve a Kota Kinabalu, capital del estado de Sabah, Malasia. Se encuentra a unas 8 km al sureste del centro de la ciudad. En 2014 recibió a 6,7 millones de pasajeros, y es el segundo aeropuerto en términos de tráfico en Malasia, después del Aeropuerto Internacional de Kuala Lumpur.

## Aerolíneas y destinos

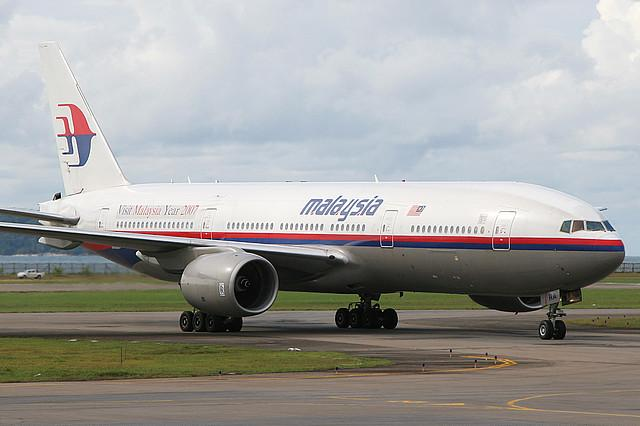
Boeing 777-200ER de Malaysia Airlines en BKI.

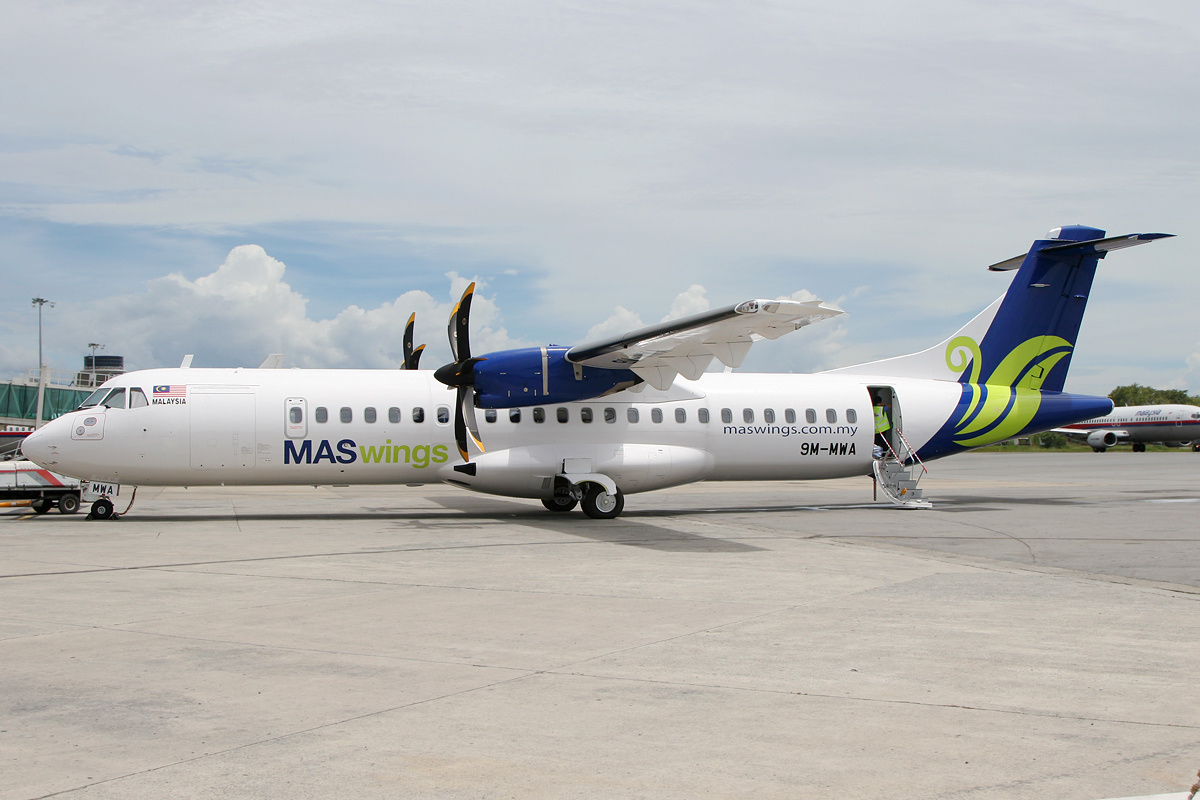
Un ATR72-500 de MASwings estacionado en BKI

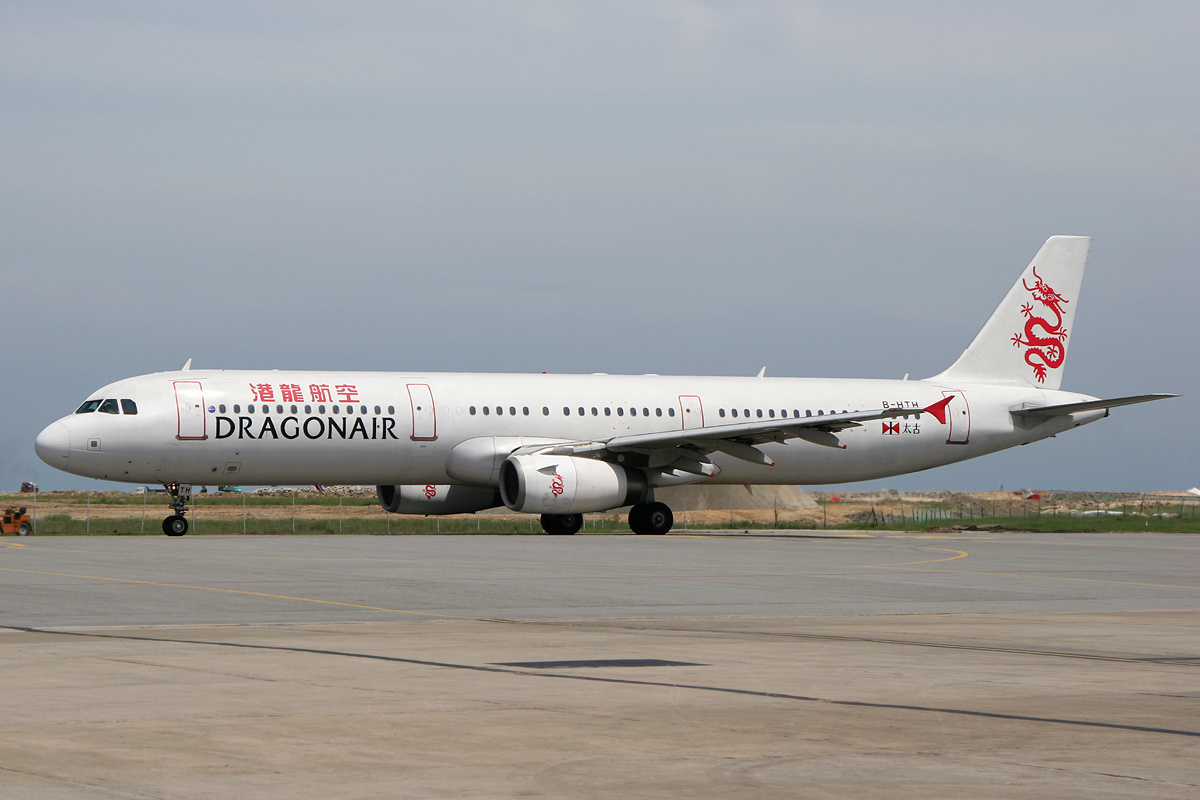
Airbus A321 de Dragonair en WBKK

### Destinos nacionales
| Aerolíneas                             | Destinos                                                                              |
| -------------------------------------- | ------------------------------------------------------------------------------------- |
| AirAsia                                | Johor Bahru, Kota Bharu, Kuala Lumpur, Kuching, Miri, Penang, Sandakan, Tawau         |
| Malaysia Airlines                      | Kuala Lumpur, Kuching, Labuan, Sandakan, Tawau                                        |
| MASwings operado por Malaysia Airlines | Bintulu, Kuching, Kudat, Labuan, Lahad Datu, Lawas, Miri, Mulu, Sandakan, Sibu, Tawau |
| Malindo Air                            | Kuala Lumpur                                                                          |

### Destinos internacionales
| Ciudades por países | Nombre del aeropuerto                       | Aerolíneas                              |      |      |      |
| Asia                | Asia                                        | Asia                                    | Asia | Asia | Asia |
| ------------------- | ------------------------------------------- | --------------------------------------- | ---- | ---- | ---- |
| Brunéi              |                                             |                                         |      |      |      |
| Bandar Seri Begawan | Aeropuerto Internacional de Brunéi          | Royal Brunei Airlines                   |      |      |      |
| China               |                                             |                                         |      |      |      |
| Guangzhou           | Aeropuerto Internacional de Cantón-Baiyun   | AirAsia                                 |      |      |      |
| Hangzhou            | Aeropuerto Internacional Xiaoshan           | AirAsia                                 |      |      |      |
| Shanghái            | Aeropuerto Internacional Pudong             | Malaysia Airlines                       |      |      |      |
| Shenzhen            | Aeropuerto Internacional de Shenzhen-Bao'an | AirAsia                                 |      |      |      |
| Corea del Sur       |                                             |                                         |      |      |      |
| Busan               | Aeropuerto Internacional de Gimhae          | Asiana Airlines                         |      |      |      |
| Seúl                | Aeropuerto Internacional de Incheon         | Asiana Airlines / Eastar Jet / Jin Air  |      |      |      |
| Filipinas           |                                             |                                         |      |      |      |
| Manila              | Aeropuerto Internacional Ninoy Aquino       | AirAsia Zest / Cebu Pacific Air         |      |      |      |
| Hong Kong           |                                             |                                         |      |      |      |
| Hong Kong           | Aeropuerto Internacional de Hong Kong       | AirAsia / Dragonair / Malaysia Airlines |      |      |      |
| Indonesia           |                                             |                                         |      |      |      |
| Denpasar            | Aeropuerto Internacional Ngurah Rai         | Indonesia AirAsia                       |      |      |      |
| Yakarta             | Aeropuerto Internacional Soekarno-Hatta     | AirAsia / Indonesia AirAsia             |      |      |      |
| Japón               |                                             |                                         |      |      |      |
| Tokio               | Aeropuerto Internacional de Narita          | Malaysia Airlines                       |      |      |      |
| Singapur            |                                             |                                         |      |      |      |
| Singapur            | Aeropuerto Internacional de Singapur        | AirAsia / SilkAir                       |      |      |      |
| Taiwán              |                                             |                                         |      |      |      |
| Taipéi              | Aeropuerto Internacional de Taiwán Taoyuan  | AirAsia / Malaysia Airlines             |      |      |      |
| Oceanía             |                                             |                                         |      |      |      |
| Australia           |                                             |                                         |      |      |      |
| Perth               | Aeropuerto de Perth                         | Malaysia Airlines                       |      |      |      |

## Estadísticas
Ver fuente y consulta Wikidata.